# Distretto di Marías
Il distretto di Marías è uno degli otto distretti della provincia di Dos de Mayo, in Perù. Si trova nella regione di Huánuco e si estende su una superficie di 608.05 chilometri quadrati.